# Isfandiyar Khan
Isfandiyar Khan, död 1918, var en uzbekisk khan av Khanatet Khiva mellan 1910 och 1918. Han avsattes av Sayid Abdullah.